# High (The Cure)
High è un singolo del gruppo musicale britannico The Cure, pubblicato il 16 marzo 1992 come primo estratto dall'album Wish.

## Tracce
7"
1. High - 3:34
2. This Twilight Garden - 4:43

12"
1. High (Higher Mix)
2. This Twilight Garden
3. Play

## Formazione
- Robert Smith - chitarra, voce
- Simon Gallup - basso
- Porl Thompson - chitarra
- Boris Williams - batteria
- Perry Bamonte - tastiera

## Classifiche
| Classifica (1992)         | Posizione massima |
| ------------------------- | ----------------- |
| Australia                 | 5                 |
| Austria                   | 27                |
| Belgio (Fiandre)          | 21                |
| Canada                    | 41                |
| Francia                   | 11                |
| Germania                  | 14                |
| Irlanda                   | 6                 |
| Italia                    | 5                 |
| Nuova Zelanda             | 4                 |
| Paesi Bassi               | 37                |
| Regno Unito               | 8                 |
| Spagna                    | 19                |
| Stati Uniti               | 42                |
| Stati Uniti (alternative) | 1                 |
| Svezia                    | 18                |
| Svizzera                  | 14                |